# Masashi Wakasa
Masashi Wakasa (jap. 若狭 大志, Wakasa Masashi; * 24. Juli 1989 in Saitama, Präfektur Saitama) ist ein japanischer Fußballspieler.

## Karriere
Masashi Wakasa erlernte das Fußballspielen in der Universitätsmannschaft der Tōyō-Universität. Seinen ersten Profivertrag unterschrieb er 2012 bei Ōita Trinita. Der Verein aus Ōita, einer Hafenstadt in der Präfektur Ōita auf der japanischen Insel Kyūshū, spielte in der zweithöchsten japanischen Liga, der J2 League. Ende 2012 stieg er mit dem Club in die erste Liga auf. Nach nur einem Jahr in der J1 League musste er Ende 2013 wieder den Weg in die zweite Liga antreten. Nach zwei Jahren zweite Liga stieg er Ende 2015 in die dritte Liga ab. Nach dem Abstieg verließ er den Verein und schloss sich dem Zweitligisten JEF United Ichihara Chiba aus Ichihara an. Bei JEF unterschrieb er einen Zweijahresvertrag. Nach 32 Zweitligaspielen wechselte er 2018 zum Ligakonkurrenten Tokyo Verdy. Für den Verein, der in der Präfektur Tokio beheimatet ist, stand er über 100-mal in der zweiten Liga auf dem Spielfeld. Im Januar 2022 unterzeichnete er in Sendai einen Vertrag beim Erstligaabsteiger Vegalta Sendai.